# 페라리 250
페라리 250(영어: Ferrari 250)은 페라리에서 1952년부터 1964년까지 생산했던 GT카이다.
페라리 250은 1952년부터 1964년까지 페라리에서 제작한 일련의 스포츠카 및 그랜드 투어러이다. 회사의 가장 성공적인 초기 라인인 250 시리즈에는 도로용 또는 스포츠카 경주용으로 설계된 다양한 변형이 포함되어 있다. 250 시리즈 자동차는 조아키노 콜롬보가 설계한 3.0L(2,953cc) 콜롬보 V12 엔진을 사용하는 것이 특징이다. 이것들은 275 및 330 시리즈로 대체되었다.